# Palais des Menus Plaisirs

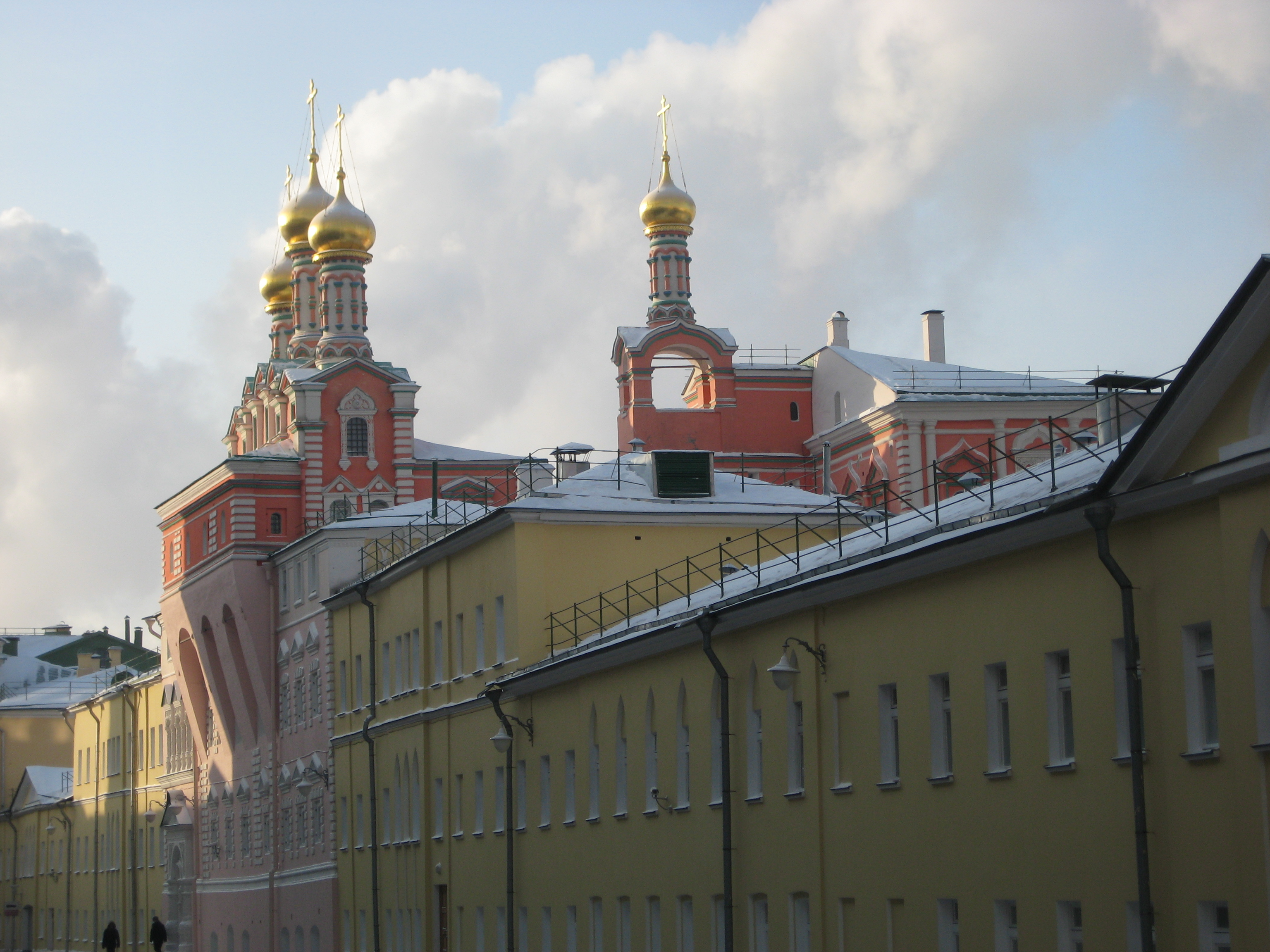
Palais des Menus Plaisirs.

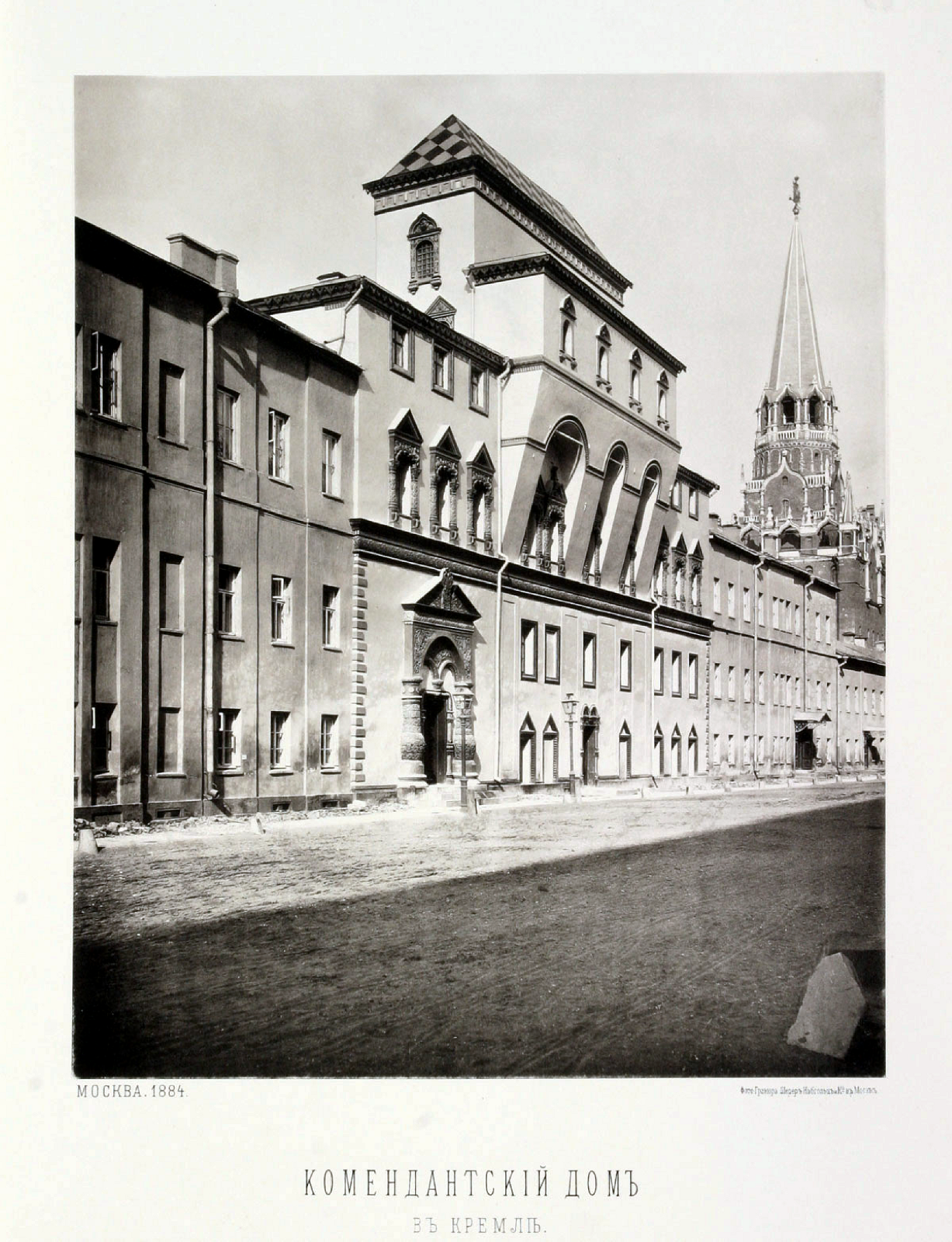
N.A.Naidenov (1884). Vue du palais.

Près des murs du Kremlin, entre la tour Komendantskaïa et la tour Troïtskaïa, s'élève un édifice civil construit en 1652, le palais des Menus Plaisirs ou palais des Divertissements (en russe : Потёшный дворец appelé aussi Потёшный двор comme sur le plan du Kremlin en 1917).
Le trait le plus frappant est l'encorbellement supporté par de grandes consoles à mâchicoulis. Il permet d'y loger une chapelle sans être surmonté par des pièces d'habitation. Habile détournement des règles de la religion orthodoxe qui interdit de construire de l'habitat plus haut que le lieu de culte.
Il a été édifié pour le beau-père du tsar Alexis Mikhaïlovitch (donc le père de la tsarine Marie), le boyard Ilya Danilovitch Miloslavski, qui y vécut 16 ans. Après sa mort, le bâtiment de trois étages fut agrandi et converti en lieu de « spectacles et autres menus plaisirs » (concerts, pièces de théâtre, marionnettes...), d'où son nom actuel. 
Il fut longtemps un lieu d'habitation d'une partie de la famille du tsar (ses sœurs, par exemple), appelé terem. C'est dans ce palais que Pierre Ier « le Grand » reçut son éducation élémentaire (sous la direction de Nikita Zotov).

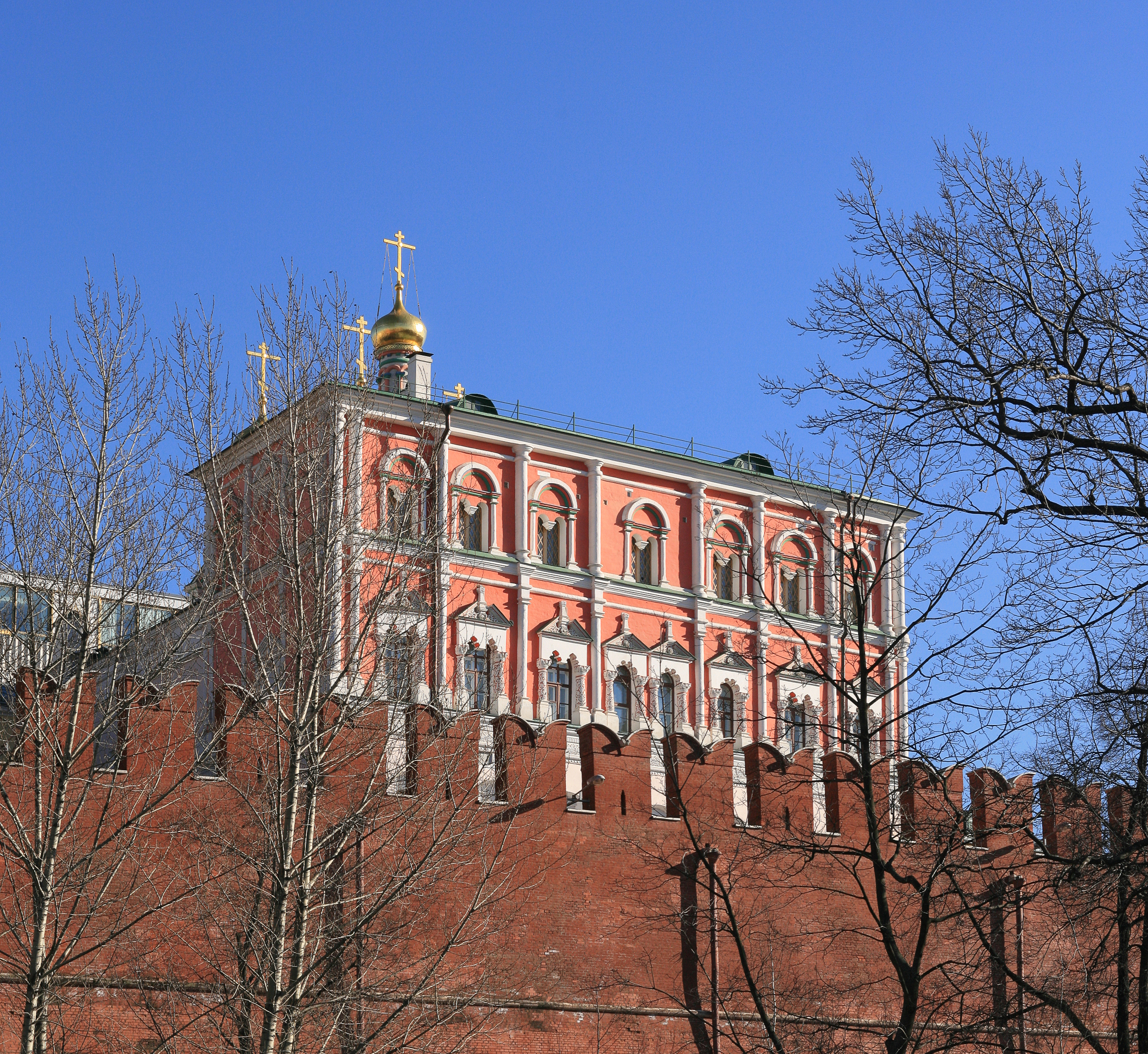
Palais des Menus Plaisirs.

Il devint ensuite la résidence du commandant du Kremlin (d'où le nom actuel de la tour contre laquelle il est adossé).
Ce palais est inspiré par celui des Terems. Il se compose de plusieurs appartements et est entouré à l'est par la cathédrale de l'Annonciation de Moscou et à l'ouest par l'enceinte du Kremlin. L'étage supérieur abrite les appartements d'été et dispose d'un jardin suspendu aménagé dans les années 1660.
Les portails, les chambranles décorés de pierres blanches, donnent à l'ensemble une somptuosité caractéristique de l'architecture civile du XVIIe siècle. Il servit d'inspirations pour de nombreuses demeures de boyards à Moscou.